# آدریانا لئون
آدریانا لئون (انگلیسی: Adriana Leon؛ زادهٔ ۲ اکتبر ۱۹۹۲) بازیکن فوتبال اهل کانادا است.
از باشگاه‌هایی که در آن بازی کرده‌است می‌توان به شیکاگو رد استارز، بوستون بریکرز، و وسترن نیویورک فلش اشاره کرد.
وی همچنین در تیم‌های ملی فوتبال تیم ملی فوتبال زیر ۲۰ سال زنان کانادا و زنان کانادا بازی کرده‌است.

## المپیک
وی به‌همراه تیم ملی فوتبال زنان کانادا به مدال طلای بازی‌های المپیک تابستانی ۲۰۲۰ دست یافت.